# Järnehus
Järnehus, eller Jarlehus som den ibland kallas, är en medeltida borganläggning från 1300-talet vid Vänerns strand på Kållands halvös nordvästligaste punkt i Rackeby socken, Lidköpings kommun, Västergötland. Ruinen provundersöktes på 1980-talet.

## Borgens läge
Borgen var strategiskt placerad för sjöfarten. Omedelbart i norr är sundet mellan Kålland och Kållandsö och här passerade trafiken österifrån mot Vänerns utlopp i Göta älv. Från platsen är sikten fri åt väst tvärs över sjön mot Dalslandssidan. I sundet nära Järnehus fanns en naturlig hamn som användes under 1500-talet och det antas att denna även använts under medeltiden.

## Borgens namn
I TV-serien Svea Rikes Vagga  spekulerade Dag Stålsjö huruvida en järnkedja skulle spärrat sundet alldeles intill borgen och att denna kedja skulle givit fästet sitt namn; fordom kalladt Jarlehus, men nämnes nu för Järnehus. Här skall i Hedentimma varit en stark jern Kädja öfver viken . 
Namnet ’’Järnehus’’ dyker första gången upp i en handling från omkring 1560, Hiernehus vtenn for Rackeby, då Rasmus Ludvigsson sammanställer hamnar kring Vänern. Om borgen haft något annat namn eller om detta är det ursprungliga är okänt. Det finns flera medeltidsborgar som nämns i medeltida urkunder och lokaliseras till götalandskapen men vars exakta läge är obekant, såsom Stickaborg, Forsholms slott, Sandum och Konungsberg.
Den alldeles intill liggande orten Rackeby var under medeltiden en stormansgård med anknytning till konungamakten och omnämns flera gånger under 1300-talet. Även grannsocknen Skalunda var under äldre medeltid kungsgård och ett av de 8 bon, eller Upsala öd, i Västergötland och som avvecklades under av 1200-talet. Kung Birger Magnusson avgjorde en marktvist och utfärdade dombrev i Rakkaby år 1299  och i Erikskrönikan i samband med oroligheterna mellan kung Birger och bröderna Erik och Valdemar, nämns att hertigarna vistades här . År 1334 skänkte kung Magnus Eriksson sin gård i Rackeby till Gudhems kloster . Meningen var att klostret skulle flytta hit vilket också tillfälligt skedde vid början av 1340-talet. Klostret hade ett härad som pant år 1346 av kung Magnus Eriksson och mycket talar för att det var just Kållands härad . 
Vid 1400-talets början var gården bortlejd till lagmannen Erik Erlandsson och på 1430-talet fanns det en fogde på Kålland vid namn Jösse Mattisson som skrev sig till Rakkaby år 1440 .
Detta talar för att borgen kan fungerat som gårdsborg under Storegården Rackeby och är synonym med den.    

## Äldre beskrivningar

### Haqvinus, år 1667
Widh siön Wääne[r]n, på it högdt bergh och bredde wid stranden, synes hafwa warit it husz eller slott, der murarna ännu synas aff kalk och steen tilförne muradhe, hwilkit är på 3 sijdor aff diupt Wath[n] kringflutit, men på 4de sijdan synes en grop hafwa warit, den nu ähr nästan igenfallen: detta kallas Järnehusz.  

### Olaus Ödiegren, år 1688
Anno 1688 den 17 September war undertecknad efter Landshöfdingens Högvälborne Hr Per Örneclous ordres uti Rackeby socken att der sammastädes ransaka om några inkränktningar der på sockneallmänningen funnos, som borde efter wälbem de Hr Landshöfdinges ordres taxeras; närvarandes Cronones befallningsman Jöran Unge, nämnde männen (hvilka anföras).
Då Cronones befallningsman anförde synen till en ort, som kallas Jerna, belägen utmed sjön Wännern, som för sig själf är instängd, hvaruti för tiden intressera Kongl. Maj:t och Cronan för Rackeby Storegård, sal. Assessoren Wälborne Thord Bondes enkefru Merta Ekeblad för Stensholm och Ryttmästaren wälborne Hind. Dreffenfelt för Deijeberg, warande förbem. dato allenast tillstädes såsom svarande Hr Dreffenfelt, derved Cronones befallningsman Ungen utvisade fundamentet af ett gammalt hus, som han förmente i fordna tider varit hållet för ett slott och varit kalladt Jernahus, liggandes rätt nätt intill sjön Wänern, synandes tecken efter wallar och murar, hwarpå ock är funnet styckekulor, hwaraf en ännu finnes behållen hos skuteskepparen Hans Pete, deraf Cronones befallningsman wille sluta, att densamma för sig sjelf afdelade park eller mark, som kallas Jerna, tillförene warit Cronogods, wiljandes stabiliera sin mening med Jon Månssons i Gulleberg berättelse, hwilken efter sin fader Måns Jonssons: som war en gammal och trovärdig nämndeman: ord relaterade, det hans fader: nl. Måns Jonssens: för honom sagt, att på Jerna hus i förra tider bott folk, men af hvad slag visste han intet, dock att de warit rådande öfver hela Rackeby socken, hvilka hafva igenom sina soldaters utläggande i socknen allmogen mycket besvärat, särdeles wid juletiden, derför allmogen kallat dem sina julegrisar, men för det stora besvär allmogen af samma soldater lidit, hafva de sig emellan gjort upplag, att hvar och en bonde, som hade någon af samma soldater till inqvartering, skulle dem ihjälslå, som ock skedde; sedan de sig widare sammangaddade och sedan de gjort upplag med en qvinsperson, som på huset war betjent, hvilken gaf dem tecken, när porten war öppen, stormade alla bönderne in och slogo ihjäl alla de menniskor, som der funnos; och efter det skall skett om wintern, har en af dem kommit ut på sjön till flykten, men en man, som war hemma i Wästölet i Rackeby socken, har sprungit honom upp och slagit honom ihjäl, att ingen mer öfverblifvit, och emedan samme man warit så snäll eller katig, skall ännu en gård i Wästölet hafva sitt namn och kallas Kategården; hafvande Hr Hindrik Dreffenfelt dessa torp för rå och rör under Deijeberg och kallas Jerna torpare, som ock äro separat med skog och mark instängde tillika med Storegårds och Stensholms torpare; Deijebergs torpare äro dessa (hvilka anföras) _ _; dessutom är en stor trakt med skog och ängsmark, som possideras under Deijeberg, förmenandes Cronones Befallningsman som Actor causae, att såsom Jon Månsson i Gulleberg efter sina förfäders ord berättat, att det herrskapet, som i fordna tider bott på Järnahus, warit rådandes öfver hela Rackeby socken, så har ock Deijeberg såsom ladugård: efter deijan der måst hafva sitt till håll: lydt under Järnahus tillika med Parkeudde; insisterande derhos _ Olaus Ögiegren.       

### Andreas Olavi Rhyzelius, år 1744
Ther hafwer fordna dagar warit ett konunga säte, eller en Folkunga Sätes gård. Han kallas nu för tiden Storegården, och är en tradition ibland landsfolket ther på orten, at ther gambla kongshuset skal hafwa hetat Jernhus af thes styrko och förwaring: dock thet så lengosedan, at inga tekn eller bewis therom nu finnas.  

### Claes Johan Ljungström, år 1871
Då Järnehus ligger alldeles invid Wenerns stand på en klippa, som ofta sköljes af vågorna från den öppna sjön, äro åt denna sidan alla märken efter byggnaden bortspolade. Deremot äro grundmurarne qvar af södra och östra sidorna, och visa dessa, att huset varit 90 alnar långt och 45 alnar bredt, sålunda af dubbel längd emot bredden. På södra sidan äro i de qvarvarande murarne tvenne fem verktum vida, runda hol med fem alnars afstånd ifrån hvarandra. Murarna hafva varit af gråsten och kullersten, och det qvarvarande murbruket är af yttersta hårtdhet. På östra sidan är en fördjupning, der ingången synes hafva varit. Hela platsen är beväxt med barrskog och på ön spåras ingen väg dit, ej heller i vattnet något märke efter bro fram; der emot är här invid en god ankarplats Järnehamn kallad . 

## Anläggningens konstruktion
Byggplatsen är en holme som vid tiden var omkring 100 meter lång. Genom en vallgrav i en naturlig sänka var den avskild från land. Vid undersökningarna som ägde rum 1982-1983 under Ragnar Sigsjös regi konstaterade man resterna av en ringmur som löpt omkring området på tre sidor. På den nordvästra sidan, mot Vänern, saknas lämningar av ringmur. Trots det anser man med säkerhet att ringmuren även löpt här då nedrasade rester ligger ute i vattnet. Efter att borgen övergivits har anläggningen dessutom tjänat som stentäkt.
Ringmuren har bildat en avlång inhägnad, men något avsmalnande åt nordvästra kortsidan.  Muren är uppförd i skalmursteknik med en tjocklek på 2,8 meter. Den består av kluven och vald gråsten med inslag av sandsten i ett mycket hårt  och fast kalkbruk. Märkligt nog har den varit putsad både på in och utsidan. Ringmurens tjocklek är inte ovanligt stor, men tyder ändå på att den varit några våningar. Muren har inneslutit en yta på omkring 1500 kvadratmeter.      
Grunder efter byggnader finns vid båda kortsidorna. Inom det nordvästra området tycks stenbyggnader varit uppförda och möjligen ett kärntorn. Även hålrum av slagna stenvalv har upptäckts under mark men ej undersökts på grund av rasrisk. 
En konstgjord underjordisk kanal har påträffats nedanför ringmuren i östra hörnet som leder ut till sjön och kan vara ett vattenintag. Denna kanal leder in i klippan och under ringmuren. Muren vilar här på takhällar över kanalen.       
Ett oändligt material av förkolnat timmer visar att anläggningen brunnit. De fattiga fynden vid utgrävningen kan tyda på att borgen varit övergiven när den raserades . Dock har endast provschakt upptagits. Två tidigare fynd av hillebarder talar motsatsen. Bland fynden är även en pilspets till armborst  , tre sönderbrutna ben från människa och benrester från djur. Ett mynt från 1570-talet tyder på att någon slags aktivitet skett här då.

## Datering
Trots att en naturvetenskaplig datering pekar mot sent 1300-tal anses borgen senast anlagd som en av folkungarnas borgar under striderna mot mecklenburgarna 1368-1388. 
Till byggplan liknar Järnehus anläggningarna Läckö, Ragnhildsholmen eller Nyköpingshus och som de stod vid slutet av 1200-talet. Den avlånga ringmuren utan flankeringstorn torde varit omodern in emot 1400-talet. Möjligen skulle den uppförts under brådska men mot detta talar de både in- och utvändigt putsade murarna. 
Dalaborg som ligger inom synhåll från borgen anlades i början av 1300-talet och möjligheten måste hållas öppen för att även Järnehus uppfördes vid denna tid.  Man kan tänka sig att borgen ursprungligt bestått av ett fast hus eller kärntorn och senare utvidgats med ringmur och förborg. Genom sitt läge har borgen endast tjänat försvarssyftet. I perioder kan fästet legat öde för att vid orostider ha återbefästs.